# Alan Ladd Jr.
 (mai 2014).
Si vous disposez d'ouvrages ou d'articles de référence ou si vous connaissez des sites web de qualité traitant du thème abordé ici, merci de compléter l'article en donnant les références utiles à sa vérifiabilité et en les liant à la section « Notes et références ».
Pour les articles homonymes, voir Ladd.
Alan Ladd Jr. (né le 22 octobre 1937 à Los Angeles et mort le 2 mars 2022 dans cette même ville) est un producteur de cinéma américain. 
Il est considéré comme l'un des plus grands producteurs et directeurs de studio américain pour avoir produit Star Wars, Alien, La Tour infernale, Frankenstein Junior, Blade Runner et Braveheart.

## Biographie
Alan Ladd Jr. est le fils de l'acteur Alan Ladd.

### Carrière
En 1963, Alan Ladd Jr. commence sa carrière comme agent à la Creative Management Associates. Il devient très vite l'agent des acteurs Warren Beatty et Robert Redford.
Dans les années 1970, il devient le président de la 20th Century Fox et produira leurs plus grands succès.
Alan Ladd Jr. marque une page de l'histoire quand il nomme le premier Afro-Américain Ashley Boone comme directeur du marketing et de la programmation de la 20th Century Fox.
Il remporte l'Oscar du meilleur film avec Les Chariots de feu qu'il a lui-même distribué avec sa société de production The Ladd Company.
Il quitte la 20th Century Fox pour The Ladd Company et distribue d'immenses succès comme Blade Runner, Il était une fois en Amérique et L'Étoffe des héros.
En 1985, il devient le président de la MGM - United Artists et distribue Un poisson nommé Wanda, Willow et Thelma et Louise.
Avec Paramount, il distribua Braveheart  et L'Homme au masque de fer.
Il a aussi distribué le premier film de Ben Affleck, Gone Baby Gone.

### Frankenstein Junior
En 1974, Mel Brooks veut tourner Frankenstein Junior entièrement en noir et blanc et dans le vrai château du premier film Frankenstein sorti en 1931.
Columbia refusa le projet. Le jour suivant, Mel Brooks l'apporta à la 20th Century Fox. C'est Alan Ladd Jr., connu et réputé pour sa créativité, qui accepta le projet.
Le film est considéré aujourd'hui comme un chef-d'œuvre, la plus grande comédie de tous les temps d'après les critiques[réf. nécessaire] et a rapporté 80 millions de dollars à sa sortie pour un budget de deux millions.

### La trilogieStar Wars
En 1977, c'est George Lucas qui signe un contrat avec Alan Ladd Jr. pour un projet auquel personne ne croit.
Alan Ladd Jr. est le seul qui soutient George Lucas et lui donne les moyens nécessaires de produire son film, Star Wars.
Lors de la sortie du film, Alan Ladd Jr. fond en larmes de voir ses efforts et sa créativité récompensés.

### Ridley Scott
Alan Ladd Jr. va travailler trois fois avec le réalisateur Ridley Scott.
Lorsque le jeune artiste Dan O'Bannon lui propose le scénario de Star Beast, il le confie a Ridley Scott. Le film deviendra Alien.
Ridley Scott et Alan Ladd Jr. feront ensemble le visionnaire film de science-fiction Blade Runner et l'immense succès Thelma & Louise.

### Braveheart
Pendant des années, Alan Ladd Jr. essaie de produire et distribuer le film Braveheart, inspiré de l'histoire de William Wallace.
Il quitte son poste de directeur à la MGM et emporte le scénario avec lui pour le proposer à la Paramount.
Braveheart sera un immense succès, qui remportera cinq oscars, dont celui du meilleur film.

### Mort
Alan Ladd Jr. meurt le 2 mars 2022 à l'âge de 84 ans, comme l'annonce le jour même la revue The Hollywood Reporter.

## Filmographie
- 1970 : The Walking Stick
- 1970 : Tam Lin (The Ballad Of Tam Lin)
- 1971 : Une tête coupée (A Severed Head)
- 1971 : Salaud (Villain)
- 1972 : Fear Is the Key
- 1972 : Une belle tigresse (Zee and Co.), de Brian G. Hutton
- 1982 : Blade Runner
- 1983 : L'Étoffe des héros (The Right Stuff)
- 1988 : Vice Versa
- 1995 : La Tribu Brady (The Brady Bunch Movie)
- 1995 : Braveheart
- 1996 : Le Fantôme du Bengale (The Phantom)
- 1996 : Les Nouvelles Aventures de la famille Brady (A Very Brady Sequel)
- 1998 : L'Homme au masque de fer (The Man in the Iron Mask)
- 2005 : Une vie inachevée (An Unfinished Life)
- 2007 : Gone Baby Gone